# Müncheberg
Müncheberg is een gemeente in de Duitse deelstaat Brandenburg, en maakt deel uit van het Landkreis Märkisch-Oderland.
Müncheberg telt 7.003 inwoners.

## Plaatsen in de gemeente Müncheberg
- Bienenwerder
- Dahmsdorf
- Eggersdorf
- Eggersdorf–Siedlung
- Heidekrug
- Hermersdorf
- Hoppegarten
- Jahnsfelde
- Marienfeld
- Münchehofe
- Obersdorf
- Philippinenhof
- Schlagenthin
- Trebnitz

## Demografie
| Jaar | Inwoners |
| ---- | -------- |
| 1875 | 6 792    |
| 1890 | 6 967    |
| 1910 | 6 695    |
| 1925 | 7 570    |
| 1933 | 7 832    |
| 1939 | 8 131    |
| 1946 | 7 683    |
| 1950 | 8 565    |
| 1964 | 7 933    |
| 1971 | 7 844    |

| Jaar | Inwoners |
| ---- | -------- |
| 1981 | 7 408    |
| 1985 | 7 203    |
| 1989 | 7 120    |
| 1990 | 7 006    |
| 1991 | 6 942    |
| 1992 | 6 972    |
| 1993 | 7 265    |
| 1994 | 7 545    |
| 1995 | 8 003    |
| 1996 | 8 083    |

| Jaar | Inwoners |
| ---- | -------- |
| 1997 | 8 143    |
| 1998 | 8 035    |
| 1999 | 8 069    |
| 2000 | 8 018    |
| 2001 | 7 834    |
| 2002 | 7 814    |
| 2003 | 7 499    |
| 2004 | 7 471    |
| 2005 | 7 471    |
| 2006 | 7 418    |

| Jaar | Inwoners |
| ---- | -------- |
| 2007 | 7 314    |
| 2008 | 7 246    |
| 2009 | 7 177    |
| 2010 | 7 150    |
| 2011 | 6 818    |
| 2012 | 6 686    |
| 2013 | 6 722    |
| 2014 | 6 785    |
| 2015 | 6 783    |
| 2016 | 6 820    |

| Jaar | Inwoners |
| ---- | -------- |
| 2017 | 6 827    |
| 2018 | 6 870    |
| 2019 | 6 945    |
| 2020 | 7 003    |

Gegevensbronnen worden beschreven in de Wikimedia Commons..
Altlandsberg ·
Alt Tucheband ·
Bad Freienwalde ·
Beiersdorf-Freudenberg ·
Bleyen-Genschmar ·
Bliesdorf ·
Buckow (Märkische Schweiz) ·
Falkenberg ·
Falkenhagen (Mark) ·
Fichtenhöhe ·
Fredersdorf-Vogelsdorf ·
Garzau-Garzin ·
Golzow ·
Gusow-Platkow ·
Heckelberg-Brunow ·
Höhenland ·
Hoppegarten ·
Küstriner Vorland ·
Lebus ·
Letschin ·
Lietzen ·
Lindendorf ·
Märkische Höhe ·
Müncheberg ·
Neuenhagen bei Berlin ·
Neuhardenberg ·
Neulewin ·
Neutrebbin ·
Oberbarnim ·
Oderaue ·
Petershagen/Eggersdorf ·
Podelzig ·
Prötzel ·
Rehfelde ·
Reichenow-Möglin ·
Reitwein ·
Rüdersdorf bei Berlin ·
Seelow ·
Strausberg ·
Treplin ·
Vierlinden ·
Waldsieversdorf ·
Wriezen ·
Zechin ·
Zeschdorf